# پارک ملی تامور
پارک ملی تامور (به لاتین: Tomorr National Park) یک پارک ملی و منطقه حفاظت‌شده در آلبانی است که در Berat County, Elbasan County واقع شده‌است.